# Lijst van heersers van Schaumburg-Lippe
Hieronder volgt een lijst van heersers van Schaumburg-Lippe.

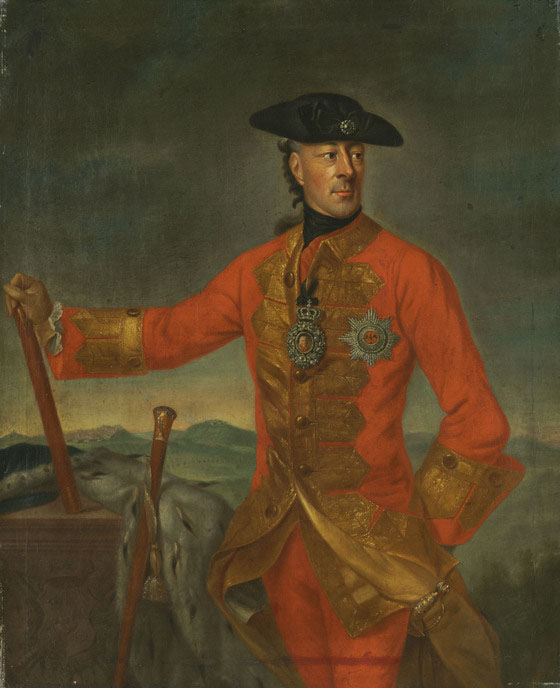
Graaf Willem van Schaumburg-Lippe (1748-1777)

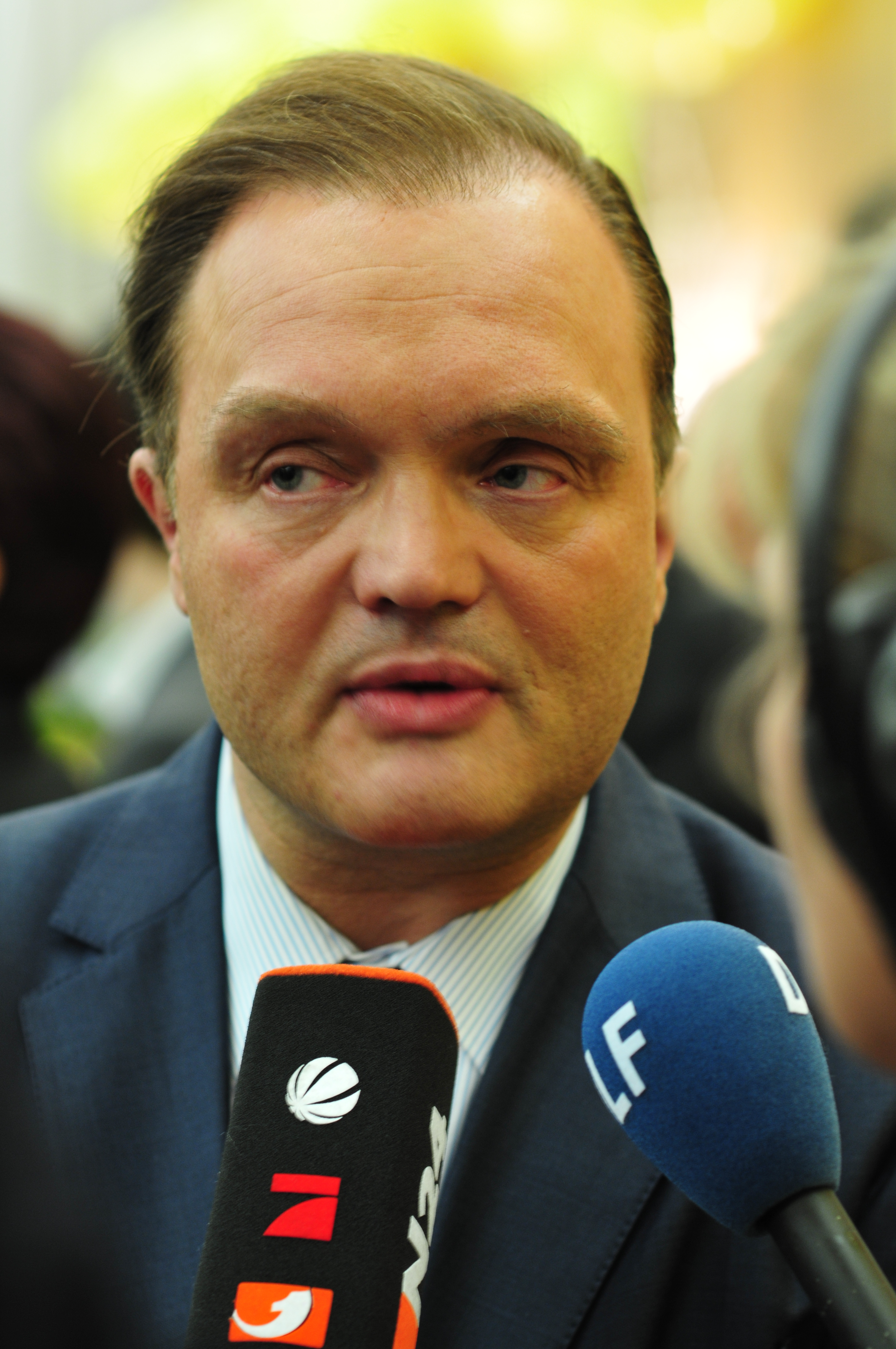
Chef van het huis sinds 2003: Alexander Prinz zu Schaumburg-Lippe (2013)

## Graven vanSchaumburg-Lippe(1640-1807)
- 1640 – 1681: Filips I, sinds 1613 graaf van Lippe-Alverdissen, noemt zich na 1640 graaf van Schaumburg-Lippe
- 1681 – 1728: Frederik Christiaan, volgt op in Schaumburg-Lippe, zijn broer Filips Ernst volgt op in Lippe-Alverdissen (zie hiervoor de lijst van heersers van Lippe)
- 1728 – 1748: Albert Wolfgang
- 1748 – 1777: Willem
- 1777 – 1787: Filips II Ernst
- 1787 – 1807: George Willem, wordt in 1807 tot vorst verheven

## Vorsten vanSchaumburg-Lippe(1807-1918)
- 1807 – 1860: George Willem, sinds 1787 graaf van Schaumburg-Lippe
- 1860 – 1893: Adolf I George
- 1893 – 1911: George
- 1911 – 1918: Adolf II Bernard, abdiceert als soeverein vorst in 1918, maar hij en de chefs van het huis blijven de titel 'Fürst' dragen, met het predicaat Hoogvorstelijke Doorluchtigheid

## Titulaire Fürsten, chefs van het huis Schaumburg-Lippe (sinds 1918)
- 1918 – 1936: Adolf (1883-1936)
- 1936 – 1962: Wolrad (1887-1962)
- 1962 – 2003: Philipp-Ernst (1928-2003)
- 2003 – heden: Alexander (1958)